# Sabrina Johnson
Sabrina Johnson (Leigh, Gran Mánchester; 29 de julio de 1977) es una ex actriz pornográfica inglesa.
Johnson se inició en la actuación de películas porno aproximadamente en 1995, cuando tenía 18 años. En el 2000 rompió el récord mundial de gangbang, teniendo sexo 2000 veces en un evento de 2 días llamado Gangbang 2000, llevado a cabo el 28 y 29 de diciembre. El evento fue llevado a cabo en Chatsworth, California, donde estaba de visita en ese momento.
En el 2002 dirigió la película Can I Fuck You Too? para la productora Elegant Angel.

## Premios y nominaciones
- 2000 Premios AVN nominada – Actriz del año[2][8]
- 2002 Premios AVN nominada – Mejor Escena de Sexo Grupal, Video – Sodomania: Gangbang Edition[9]